# Ochtiná
Ochtiná é um município da Eslováquia, situado no distrito de Rožňava, na região de Košice. Tem 14,48 km² de área e sua população em 2018 foi estimada em 556 habitantes.

## Demografia
| Ano:        | 1994 | 2004   | 2014   | 2024   |
| ----------- | ---- | ------ | ------ | ------ |
| Broj ljudi: | 503  | 551    | 533    | 535    |
| Razlika:    |      | +9,54% | -3,26% | +0,37% |

| Ano:               | 2023 | 2024   |
| ------------------ | ---- | ------ |
| Número de pessoas: | 531  | 535    |
| Diferença:         |      | +0,75% |